# Томислав Цветановић (лекар)
Др Томислав Цветановић је одласком др Предрага Радојчића у Београд 1974. године, постављен је 1983. године за начелника оториноларинголошке службе Здравственог центра.
Рођен је у Лесковцу 1935. године. Основну школу и гимназију завршио је у месту рођења, а Медицински факултет у Скопљу 1960. године. Своју лекарску каријеру започео је у Горњем Милановцу. Доласком у Лесковац добија специјализацију из ОРЛ и специјалистички испит положио је 1972. године у Београду.
Члан Председништва ОРЛ секције СЛД и члан је Удружења оториноларинголога Француске. Добитник Ордена заслуге за народ са сребарним венцем и Златне значке КПЗ Србије. Народни полсланик Скупштине Републике Србије од 1988.990., као у првом сазиву вишестраначке скупштине Републике Србије 1990. године. Директор Здравст,еног центра од 1997. до 2000. године.